# 马亚斯
迈拉（法語：Maillas）是法国朗德省的一个市镇，属于蒙德马桑区（Mont-de-Marsan）罗屈埃福尔县（Roquefort）。该市镇总面积63.84平方公里，2009年时的人口为113人。

## 人口
迈拉人口变化图示